# Sayaka Akase
Sayaka Akase (Japans: 赤瀬紗也香) (Kawasaki, 25 augustus 1994) is een Japanse zwemster.

## Carrière
Bij haar internationale debuut, op de wereldkampioenschappen zwemmen 2013 in Barcelona, werd Akase uitgeschakeld in de halve finales van de 200 meter rugslag en in de series van de 100 meter rugslag.
Op de Pan-Pacifische kampioenschappen zwemmen 2014 in Gold Coast eindigde de Japanse als vierde op de 100 meter rugslag en als zevende op de 200 meter rugslag, daarnaast strandde ze in de series van zowel de 50 meter vrije slag als de 200 meter wisselslag. Samen met Kanako Watanabe, Natsumi Hoshi en Miki Uchida eindigde ze als vierde op de 4x100 meter wisselslag. Tijdens de Aziatische Spelen 2014 in Incheon veroverde Akase de gouden medaille op de 200 meter rugslag, daarnaast eindigde ze als zevende op de 50 meter rugslag. In Doha nam de Japanse deel aan de wereldkampioenschappen kortebaanzwemmen 2014. Op dit toernooi sleepte ze de bronzen medaille in de wacht op de 200 meter rugslag, daarnaast werd ze uitgeschakeld in de halve finales van de 100 meter rugslag en in de series van de 50 meter rugslag. Op de 4x100 meter wisselslag legde ze samen met Kanako Watanabe, Rino Hosoda en Miki Uchida beslag op de bronzen medaille. Samen met Yayoi Matsumoto, Miki Uchida en Rino Hosoda zwom ze in de series van de 4x50 meter vrije slag, in de finale eindigden Uchida, Matsumoto en Hosoda samen met Tomomi Aoki op de zevende plaats.

## Internationale toernooien
| Jaar | Olympische Spelen | WK langebaan                      | WK kortebaan | PanPacs                                                                                     | Aziatische Spelen             |
| ---- | ----------------- | --------------------------------- | --- | ------------------------------------------------------------------------------------------- | ----------------------------- |
| 2013 |                   | 28e 100m rugslag 13e 200m rugslag | |                                                                                             |                               |
| 2014 |                   |                                   | 28e 50m rugslag · 11e 100m rugslag · 200m rugslag · 7e 4x50m vrije slag · Akase zwom enkel de series · 4x100m wisselslag | 32e 50m vrije slag 4e 100m rugslag 7e 200m rugslag 24e 200m wisselslag 4e 4x100m wisselslag | 7e 50m rugslag · 200m rugslag |

## Persoonlijke records
Bijgewerkt tot en met 7 december 2014
Kortebaan
| Afstand      | Tijd    | Datum           | Plaats |
| ------------ | ------- | --------------- | ------ |
| 50m rugslag  | 27,11   | 20 oktober 2013 | Doha   |
| 100m rugslag | 57,11   | 7 december 2014 | Doha   |
| 200m rugslag | 2.02,30 | 5 december 2014 | Doha   |

Langebaan
| Afstand      | Tijd    | Datum             | Plaats     |
| ------------ | ------- | ----------------- | ---------- |
| 50m rugslag  | 29,18   | 23 september 2014 | Incheon    |
| 100m rugslag | 1.00,65 | 21 augustus 2014  | Gold Coast |
| 200m rugslag | 2.09,65 | 23 augustus 2014  | Gold Coast |